# Seiya Fujita
Seiya Fujita (jap. 藤田 征也 Fujita Seiya; ur. 2 czerwca 1987) – japoński piłkarz. Obecnie występuje w Shonan Bellmare.

## Kariera klubowa
Od 2005 roku występował w klubach Consadole Sapporo, Albirex Niigata i Shonan Bellmare.

## Kariera reprezentacyjna
W 2007 roku Seiya Fujita zagrał na Mistrzostwach Świata U-20.